# NGC 4435

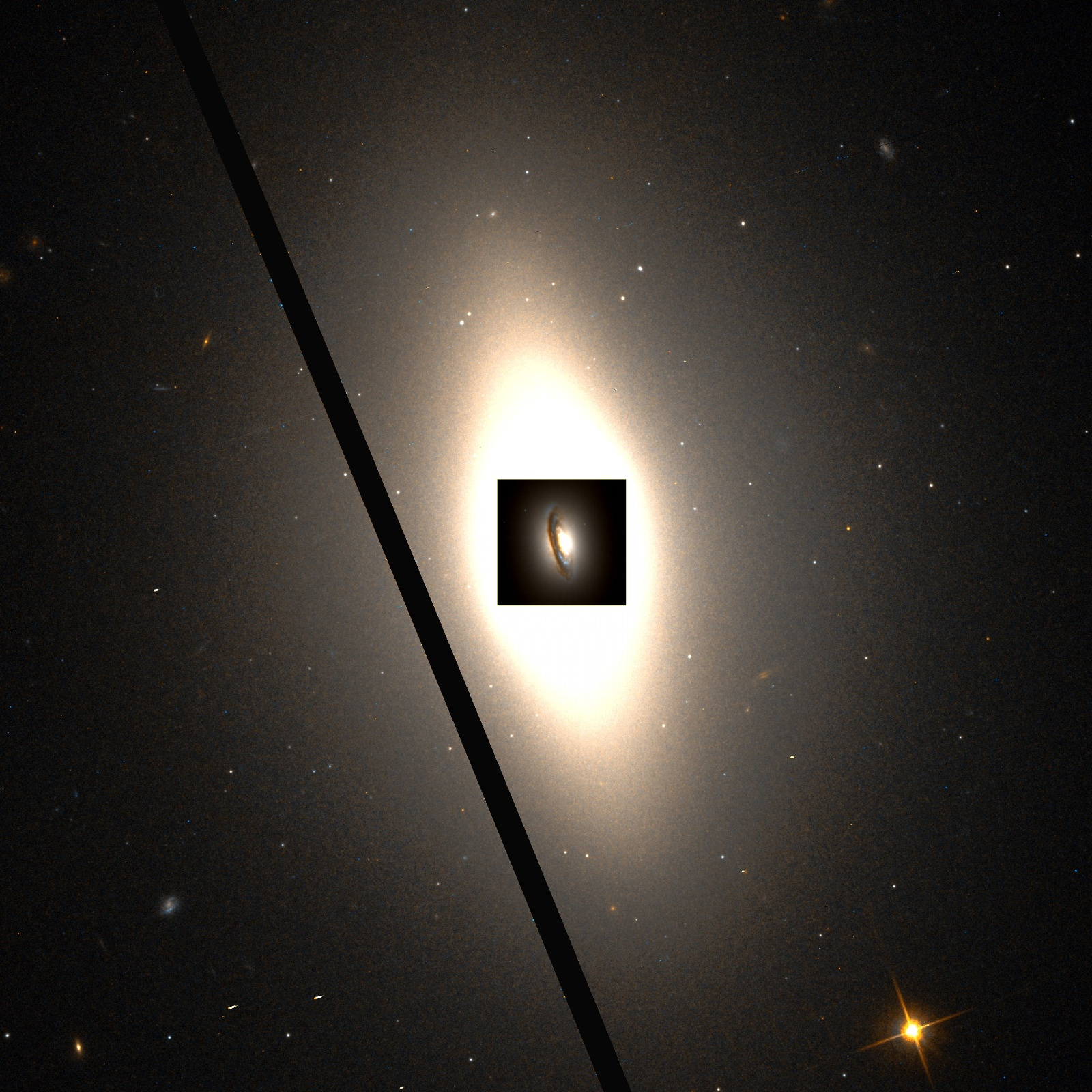
NGC 4435, Телескоп Хаббл, ядро подсвечено.

NGC 4435 (другие обозначения — UGC 7575, VV 188, MCG 2-32-64, ARP 120, ZWG 70.98, VCC 1030, IRAS12251+1321, PGC 40898) — линзообразная галактика (SB0) в созвездии Дева, расстояние до которой — около 52 млн световых лет от Земли.
Этот объект входит в число перечисленных в оригинальной редакции «Нового общего каталога».

## Исследования
Галактика находится на близком расстоянии от другой галактики NGC 4438 (ок. 100 тыс. световых лет), но, в отличие от последней, почти лишена газа и пыли и имеет меньшую массу. Эти особенности связываются с катастрофическим сближением (~16 тыс. световых лет) в прошлом (~100 миллионов лет назад) с одной из соседних галактик (NGC 4438 или M86).
Пара близких галактик NGC 4435 и NGC 4438 получили название Глаза Девы. Обе входят в состав очень большого скопления галактик в созвездии Девы и в Цепочку Маркаряна.